# Hemibungarus gemianulis
Hemibungarus gemianulis — вид змій родини аспідових (Elapidae). Ендемік Філіппін.

## Поширення і екологія
Hemibungarus gemianulis мешкають на островах Себу, Гуймарас, Масбате, Негрос і Панай в групі Вісайських островів. Вони живуть у вологих тропічних лісах та на луках. Зустрічаються на висоті до 900 м над рівнем моря.